# Comunhão Mexicana das Igrejas Reformadas e Presbiterianas
A Comunhão Mexicana das Igrejas Reformadas e Presbiterianas (CMIRP) - em espanhol Comunión Mexicana de Iglesias Reformadas y Presbiterianas - é uma denominação reformada presbiteriana no México. Foi formada em 2012, por igrejas dissidentes da Igreja Nacional Presbiteriana do México.

## História
As igrejas presbiterianas são oriundas da Reforma Protestante do século XVI. São as igrejas cristãs protestantes que aderem à teologia reformada e cuja governo eclesiástico se caracteriza pelo governo de assembleia de presbíteros. O governo presbiteriano é comum nas igrejas protestantes que foram modeladas segundo a Reforma protestante suíça, notavelmente na Suíça, Escócia, Países Baixos, França e porções da Prússia, da Irlanda e, mais tarde, nos Estados Unidos.
Em 2012, um grupo de igrejas se separou da Igreja Nacional Presbiteriana do México (INPM), devido ao fato da INPM não permitir a ordenação de mulheres. Consequentemente, as igrejas separadas organizaram, em outubro de 2012, a Comunhão Mexicana das Igrejas Reformadas e Presbiterianas (CMIRP).
Posteriormente, a denominação foi aceita como membro pela Comunhão Mundial das Igrejas Reformadas.